# Yvi Jänicke
Yvi Jänicke (* 1959 in Berlin) ist eine deutsche Opern-, Konzert- und Liedsängerin (Mezzosopran) sowie Hochschullehrerin.

## Leben
Yvi Jänicke studierte bei Helmut Kretschmar in Detmold Gesang, nachdem sie ein Schulmusik- und Klavierstudium abgeschlossen hatte.
Nach Teilnahmen an internationalen Wettbewerben, in denen sie unter anderem einen 1. Preis im Fach Lied beim Internationalen Gesangswettbewerb von ’s-Hertogenbosch (Niederlande) erreichte, folgten erste Engagements an den Opernhäusern in Krefeld und Mönchengladbach sowie am Stadttheater Bern.
Von 1994 bis 2005 war Jänicke Mitglied des Solistenensembles der Staatsoper Hamburg. Neben ihrer Operntätigkeit widmet sich die Mezzosopranistin intensiv dem Lied- und Oratoriengesang; ihre Konzerttätigkeit führte sie durch Europa, die USA, Kanada, Singapore und Japan, zum Lucerne Festival, die Schubertiade Feldkirch Feldkirch, das Bergen Festival, das Lincoln Center Festival in New York und das Schleswig-Holstein Musik Festival.
Yvi Jänicke hat mit den Dirigenten Semyon Bychkov, Dmitrij Kitajenko, David Shallon, Ingo Metzmacher, Miguel Gómez Martínez, Michail Jurowski, Lothar Zagrosek, Jesús López Cobos, Stefan Soltesz, Peter Schreier, Christoph Prick, Gerd Albrecht, Edo de Waart, Peter Gülke, David Shallon und Helmuth Rilling zusammengearbeitet.
Seit September 2008 ist sie Gesangs-Professorin an der Hochschule für Musik und Theater Hamburg.

## Repertoire
Carmen, Dorabella, Sesto, Cherubino, 3. Dame, Niklaus, Rosina, Gräfin Geschwitz, Cornelia, Hänsel, Lola, Orlovsky, Dryade, Polina, Olga, Maddalena, Inez, Emilia, Flosshilde, Roßweiße.

## Aufnahmen
Bei deutschen Rundfunkanstalten erfolgten Aufnahmen sowie CD-Einspielungen, darunter fünf Solo-CDs mit selten zu hörenden Liedern von Georges Bizet, Robert Volkmann, Carl Loewe, Julius Weismann und Ermanno Wolf Ferrari, sowie Gustav Mahlers Lied von der Erde (Leitung Dietrich Fischer-Dieskau), Hans Pfitzners Der Blumen Rache, J. S. Bachs Johannespassion und mit anderen oratorischen Werken.